# Adolf Schieffer
Adolf Schieffer (* 16. Juni 1886 eventuell in Aachen; † nach 1940) war ein deutscher Arzt und SS-Offizier, der von dem NS-Regime als Pädagoge an exponierter Stelle eingesetzt wurde.
Nach der Teilnahme am Ersten Weltkrieg folgte ein Medizinstudium, das er 1923 an der Universität Göttingen mit der Promotion zum Dr. med. abschloss.
Schieffer schloss sich früh der NSDAP (Mitgliedsnummer 736.884) an und trat auch am 7. Oktober 1932 der SS (Mitgliedsnummer 39.884) im Range eines Hauptsturmführers bei. Nach der Machtergreifung der Nationalsozialisten wurde er Leiter der Napola Köslin in Pommern. Am 9. November 1934 erfolgte die Beförderung zum Sturmbannführer, am 30. Januar 1935 zum Obersturmbannführer. Er war außerdem Träger des SS-Totenkopfrings.
Am 30. April 1935 wurde Schieffer zum Anstaltsleiter der neu eingerichteten Napola Schulpforta eingesetzt, die mit der Tradition der alten, 1543 gegründeten humanistischen Fürstenschule in der Nähe von Naumburg (Saale) brechen sollte. Zuvor hatten nur verdiente Pädagogen diese Schule geleitet. Dass ein SS-Funktionär diese Stelle übernahm, demonstriert die Rigorosität, mit der das NS-Regime das Erziehungswesen umzugestalten gedachte.
Am 30. Januar 1936 wurde  Schieffer zum SS-Standartenführer ernannt. Zum 1. Oktober 1937 wurde er unter formaler Belassung der Schulleitung von Schulpforta zum Vize-Inspekteur der Nationalpolitischen Erziehungsanstalten (NPEA) ernannt und zum 9. November 1937 zum SS-Oberführer befördert.
Am 11. Januar 1939 wurde Schieffer aufgrund „sittlicher Verfehlungen“ durch den Reichsführer SS Heinrich Himmler mit sofortiger Wirkung aus der SS entlassen und am 19. Januar 1939 als Anstaltsleiter und Vizeinspekteur der NPEA beurlaubt. Anschließend nahm er seinen Wohnsitz in Stettin.
Das Landgericht Dresden verurteilte Schieffer am 21. Februar 1940 wegen „falscher Anschuldigungen“ zu einer Gefängnisstrafe von sechs Monaten, die jedoch aufgrund des Gnadenerlasses vom 1. September 1939 mit seiner am 19. März 1940 erfolgten Einberufung zur Wehrmacht aufgehoben wurde.
Der weitere Verbleib und die Lebensdaten von Adolf Schieffer sind unbekannt.